# Церковь Александра Невского (Рига)
Церковь Александра Невского (латыш. Svētā Ņevas Aleksandra baznīca) — православный храм в Риге (Латвия); деревянный памятник классицизма с оригинальным архитектурным оформлением. Построена в 1820—1825 годах в честь победы России в Отечественной войне над армией Наполеона Бонапарта. Освящена во имя Александра Невского — небесного покровителя императора Александра I, одержавшего победу над Наполеоном. Расположена в центре города, на улице Бривибас, 56. В интерьере сохранились иконы начала XIX века.

## История
Приход, из которого образовался настоящий Александро-Невский, до освящения Александро-Невского храма, назывался Живоносно-Источницким по престольному храму в честь иконы Божией Матери «Живоносный Источник», построенному в 1731 году. Церковь эта существовала до 1812 года, когда 11 (23) июля, вследствие разнёсшегося слуха о приближении французского корпуса Макдональда, погибла при сожжении других строений Петербургского и Московского форштадтов. Церковь эта находилась на углу улиц Николаевской (ныне ул. Кришьяня Валдемара) и Евфонийской (ныне не существует, являлась продолжением нынешней улицы Эмиля Мелнгайля).
Нынешняя Александро-Невская церковь была построена под руководством Господина Генерал-Губернатора Маркиза Филиппа Осиповича Паулуччи «от щедрот Монарших (6000 банковскими ассигнациями дал на её постройку император Александр I, 20000 руб. было выделено от Правительствующего Синода) и общественных приношений (добровольные пожертвования разных благотворителей составили 20000 руб.)». Основными жертвователями (строителями церкви) были Рижские купцы — Павел Грачёв, Михаил Бодров и Михей Попадьин.
Имя автора проекта церкви неизвестно, хотя существует предположение, что привязку и корректировку типового проекта церкви (вполне вероятно, что за образец был взят проект Преображенского собора г. Волчанска, близ Харькова (1810—1816 гг.)) к окружающей местности осуществил Лифляндский губернский архитектор Христиан Фридрих Брейткрейц.
Проект храма, вначале апробированный царём, 25 ноября (7 декабря) 1819 года был утверждён Псковским Архиепископом Евгением. Спустя полгода, 29 апреля (11 мая) 1820 года в основание храма был заложен первый камень. Само строительство храма продолжалось в течение последующих пяти лет (1820—1825 гг.), и 31 октября (12 ноября) 1825 года с благословения Псковского архиепископа Евгения храм был освящён Рижским протоиереем Иоанном Диаконовым при местном священнике Симеоне Поспелове и церковном старосте Иване Двойнишном.

## Архитектура

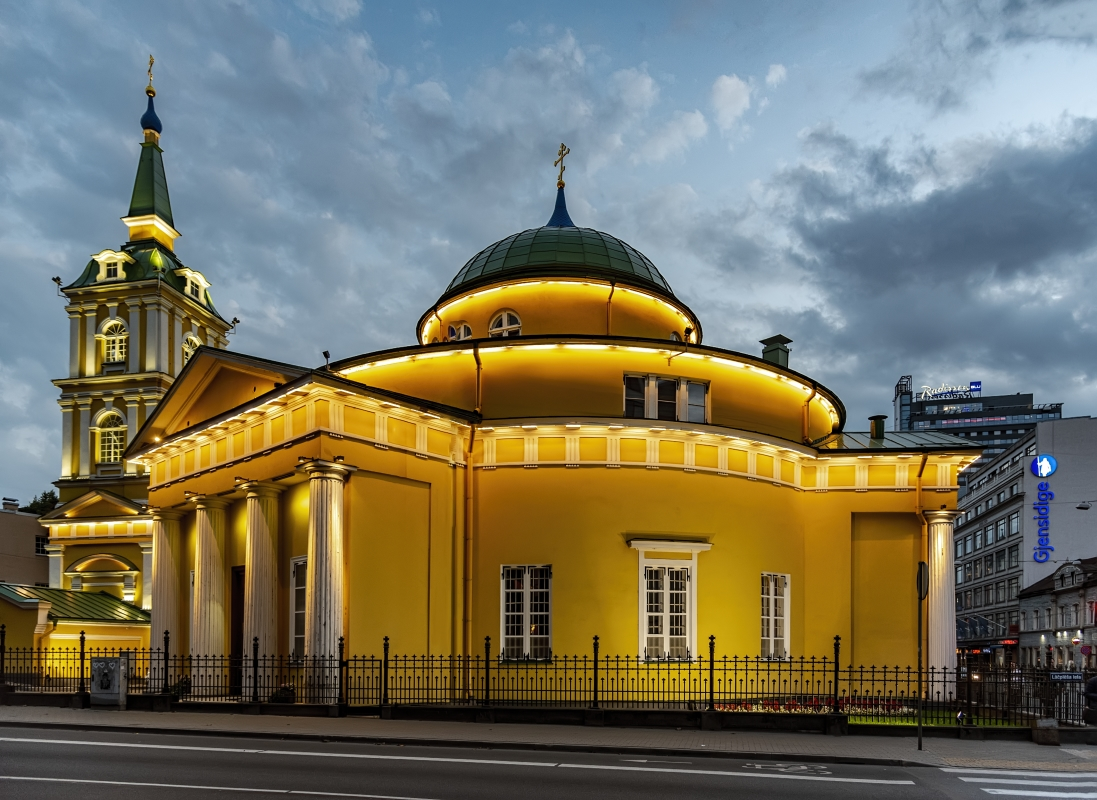
Ночная подсветка

Зданием церковь была построена деревянная, каковой она остаётся и до сего дня; полубрусья дерева поставлены на каменном фундаменте вертикально и скреплены между собой шипами, что даёт стенам известную устойчивость и предупреждает их покривление; в 1852 году стены и снаружи, и внутри были оштукатурены и выкрашены (на протяжении всей истории существования снаружи храм, в основном, окрашивался в различные оттенки жёлтого цвета).
Большой купол (единственный) (ротонда), вместе с хорами, достигает 11 метров в диаметре, опирается на двенадцать колонн (среди храма) на каменном фундаменте. По форме церковь совершенно круглая (по канону православной архитектуры, храмы, построенные образом круга, символизируют вечность Бога), центральная часть её имеет в диметре 9 саженей 5 футов (около 21 метра), что за исключением алтаря, клиросов и колонн, составляет площадь до 60 кв. саженей вместимостью до 800 человек.
С трёх сторон (с восточной, северной и южной) церковь имеет притворы, которые вначале были сквозными, открытыми портиками (дорического ордера), опирающимися и теперь каждый на четыре колонны. В 1852 году между этими колоннами сделаны глухие переборки с дверями и окнами, вследствие чего и образовались нынешние притворы (ризалиты): восточный — служит местом для хранения священных облачений («диаконником»), северный — входным притвором для молящихся, и южный — с лестницей на хоры, расположенные полукругом, соответственно форме храма, и отделённые от храма, для сохранения тепла, стеклянными рамами. На хорах с одной стороны помещается верхняя (придельная) церковь, устроенная в 1848 году во имя Сретения Господня, а с другой — церковная библиотека и архив. Первоначально верхняя церковь предназначалась для богослужения в зимнее время, так как нижняя церковь не имела ни печей, ни вторых рам, но с 1860 года, когда в нижней церкви были устроены 3 печи и вторые рамы, в верхней церкви богослужения стали совершаться лишь в день престольного праздника (на Сретение Господне — 2/15 февраля) и во время ремонта нижней церкви.
На протяжении XIX века (а в определённой степени и в настоящее время) церковь являлась важной градостроительной доминантой Александровской улицы, по причине того, что Петербургский форштадт в XIX веке изобиловал деревянными одно- и двухэтажными домами.
Здание является образцом деревянной церковной архитектуры 1-й половины XIX века (всего в Риге три деревянные церкви — православная церковь Благовещения Пресвятой Богородицы, церковь Иисуса лютеранского прихода, построенная в стиле ампир, и православная церковь Александра Невского).
При церкви, с северо-восточной стороны, в ограде имеется отдельная каменная колокольня, выстроенная по проекту епархиального архитектора Аполлониуса Эдельсона в 1863 году. Здание колокольни выполнено в барочных формах, но в эклектическом стиле. Колокола (6 штук) общим весом 270 пуд. 38 ф. (4439 кг 966 г), в 1915 году по случаю начала Первой мировой войны были эвакуированы в Нижний Новгород, откуда больше возвращены не были. 
15 ноября 1925 года, к 100-летию храма, на колокольню был поднят новый колокол, сооружённый на пожертвования прихожан и богомольцев (стоимость колокола с доставкой в Ригу обошлась в 6000 лат); этот юбилейный колокол был отлит на заводе Лиепайского акционерного общества Б.Бекера и составил вес в 105 пудов 37 фунтов (1736 кг 733 г).

## Приход
|        | 1800 | 1810 | 1819 | 1830 | 1840 | 1850 | 1862 | 1870 | 1880 | 1890 | 1900 | 1910 | 1920 | 1940 |
| мужчин | 304  | 496  | 891  | 414  | 623  | 755  | 260  | 198  | 269  | 745  | 850  | 809  | -    | -    |
| женщин | 304  | 311  | 245  | 415  | 736  | 1048 | 293  | 229  | 357  | 840  | 1025 | 1187 | -    | -    |
| всего  | 608  | 807  | 1136 | 829  | 1359 | 1803 | 553  | 427  | 626  | 1585 | 1875 | 1996 | 989  | 1318 |

## Священнослужители
- Иоанн Львов — с 1746 по 1756;
- Спиридон Тихомиров — с 1773 по 1786;
- Петр Колыванцев — с 1793 по 1808;
- Николай Загорский — с 1809 по 1820;
- Алексий Салавский — и. о. настоятеля с 1820 по 1821;
- Симеон Поспелов — с 1821 по 1835;
- Василий Суворов — с 1835 по 1837;
- Василий Фасанов — с 1837 по 1842;
- Димитрий Верещагин — с 1844 по 1850;
- Иоанн Преображенский — с 1850 по 1854;
- Василий Спирихин — с 1854 по 1887;
- Алексий Щелкунов — с 1887 по 1904;
- Василий Березский — с 1904 по 1917;
- Сергий (Поворознюк) — и. о. настоятеля с 1917 по 1920;
- Николай Перехвальский[1] — с 1921 по 1944;
- Николай Македонский — с 1944 по 1954;
- Николай Баранович — с 1954 по 1957;
- Савва Трубицын — с 1957 по 1965;
- Симеон Варфоломеев — с 1965 по 1968;
- Иоанн Самусёнок — в 1968;
- Игорь Базилевич — в 1968;
- Гавриил Тимофеев — с 1968 по 1973;
- Пётр Смыковский — с 1973 по 2008;
- Иоанн (Сичевский) — с 2008.

Ефим Гаврилов; Василий Хряпьевский; Михаил Драгоценный; Андрей Щукин; Андрей Невдачин; Иоанн Сачковский; Иоанн Волочков; Павел Тихвинский; Василий Хряпьевский; Петр Знаменский; Доримедонт Лавров; Михаил Колиберский; Николай Троицкий; Георгий Знаменский; Стефан Назоревский; Василий Иерапольский; Владимир Тихомиров; Николай Тюняев; архидиакон Серафим (в миру — Сергий Зинин); Сергей Городецкий; Николай Окунев; Владимир Ширшин; Димитрий Мотовилов; Павел Трубецкой; Михаил Чуйков; Павел Белик (позднее — иерей); Андрей Возмилов (ныне — иерей); Александр Нагла (позднее — протоиерей); Александр Торгонский (ныне — протоиерей); Сергий Смыковский (ныне — иерей); Иоанн Петров; Александр Акатов; Вадим Спирин.